# 1st South Carolina Volunteers
Le First South Carolina Volunteers fut un régiment de l'Armée de l'Union durant la guerre de Sécession. Ce régiment fut composé d'esclaves échappés de la Caroline du Sud et de la Floride. Il y avait eu des tentatives précédemment pour former des unités noires à La Nouvelle-Orléans (corps d'Afrique) et dans le Kansas, mais elles n'ont pas été officiellement reconnues. Ce régiment fut actif du 31 janvier 1863 au 8 février 1864.

## Histoire
En 1862, le général David Hunter, lance le recrutement de soldats noirs sans l'autorisation préalable du département à la Guerre, du congrès ou du président. En réponse à des questions du secrétaire à la Guerre, il écrit : « En premier, si j'ai organisé ou organisé un régiment d'esclaves en fuite ... je réponds qu'aucun régiment d'« esclaves en fuite » a été ou est organisé dans ce département. Il y a cependant, un bon régiment de personnes dont les derniers maîtres sont des « rebelles en fuite » ».
L'officier de l'état-major du département du sud James D. Fessenden est fortement impliqué dans le recrutement de volontaires pour le 1st South Caronlia. Bien qu'il participe à quelques combats, le régiment n'est pas engagé dans une des batailles principales de la guerre. Son premier commandant est Thomas Wentworth Higginson, qui est un blanc à l'instar de tout est officiers. Thomas W. Higginson a fait partie des « Secret Six » qui ont financé le raid contre Harpers Ferry de John Brown.
Une proclamation du président confédéré Jefferson Davis indique que tous les membres du régiment ne seront pas traités comme des prisonniers de guerre s'ils sont capturés au cours d'une bataille. Les hommes du rang seront vendus comme esclaves et les officiers blancs pendus. La menace n'est pas exécutée officiellement.
Le régiment est une étape de l'évolution des l'Union dans la façon d'aborder les esclaves en fuite qui traversent leur lignes. Initialement, ils sont retournés à leur propriétaires. Puis, ils sont considérés comme de la contrebande et employé comme ouvriers. Finalement, l'invention légale selon laquelle ils appartiennent à quelqu'un est abandonnée et ils sont autorisés à s'engager dans l'armée, bien que les unités ségréguées soient commandés par des officiers blancs. Harriet Tubman sert ces hommes en tant que cuisinière, infirmière, espionne et éclaireur. Susie King Taylor, dont le mari et d'autres parents combattent au sein du régiment, sert aussi comme lavandière et infirmière pour les hommes d'août 1862 jusqu'à leur libération du service le 9 février 1866. Vestiges des jours de la « contrebande », les soldats noirs sont payés 10 $ (208 $ actuels), le salaire d'un ouvrier, plutôt que les 13 $ (270 $ actuels) des soldats blancs. Les hommes servent comme les plus de 170 000 soldats « de couleur » qui ont servi dans l'armée de l'Union.
Le colonel Higginson, pasteur, auteur et abolitionniste, a documenté le dialecte Gullah, parlé par les hommes et archivé les Negro spirituals qu'ils chantaient. Le capitaine Seth Roger est le médecin du régiment et a écrit de nombreuses lettres pendant la guerre. Son neveu, le capitaine James Seth Rogers, ancien du 51st Massachusetts Infantry, est le capitaine de la compagnie B.
Parallèlement à l'organisation du régiment, Higginson veille à l'entraînement et d'instruction des soldats noirs et des officiers blancs. En novembre 1862, le régiment participe à une expédition sur les côtes de la Géorgie et de la Floride. Cependant, leur véritable première expérience au combat se déroule lors d'une expédition de temps d'un week-end en amont de la rivière St. Mary à la frontière entre la Géorgie et la Floride. Le régiment est engagé dans une escarmouche à Township en Floride contre des éléments de la cavalerie confédérée. Le comportement des troupes est salué par la presse du nord.
L'armement du régiment comprend plusieurs types de fusil : le fusil Springfields, le fusils Enfields, des fusils calibre .69 d'importation.

### Service sous l'appellation de 33rd USCT Infantry
Le régiment est désigné comme le 33rd United States Colored Infantry Regiment (en) le 8 février 1864.
Le 20 décembre 1864, le régiment, commandé par le lieutenant-colonel C. T. Trowbridge, est engagé dans une escarmouche près de Pocotaligo Road ; étant parti en début d'après-midi, les troupes sont tombées sur un avant-poste confédéré. Deux compagnies sont envoyées pour le prendre mais sont découvertes. Le 300 confédérés se forment alors en ligne de bataille à l'orée d'un bois. Néanmoins, une charge menée par le lieutenant-colonel Trowbridge repousse les confédérés dans les bois. Les pertes du régiment s'élèvent à 7 blessés et un mortellement blessé.
Le régiment est en service le long de la côte de la Géorgie et de la Floride jusqu'au 31 janvier 1866.